# القصر (مسلسل)
القصر، مسلسل تلفزيوني سعودي، من إخراج الاردني محمد عزيزية من إنتاج عام 1999 وقام ببطولته محمد العلي وعبد الله السدحان وناصر القصبي ومن سوريا وديمة الجندي

## بطولة
- ناصر القصبي
- عبد الله السدحان
- عبد الرحمن آل رشي
- محمد العلي (ممثل)
- عبد الإله السناني
- ياسين أرناؤوط
- نصر شما
- عبد الرحمن أبو القاسم
- عيسى عيسى
- نوار بلبل
- فراس حسن
- فاديا خطاب
- ليلى سمور
- فرح بسيسو
- كاتيا كعدي
- ديمة الجندي
- جهنية خربطلي